# Geniostoma petiolosum
Geniostoma petiolosum är en tvåhjärtbladig växtart som beskrevs av Charles Moore och F. Muell.. Geniostoma petiolosum ingår i släktet Geniostoma och familjen Loganiaceae. Inga underarter finns listade i Catalogue of Life.